# Kovačevac (Nova Gradiška)
Kovačevac is een plaats in de gemeente Nova Gradiška in de Kroatische provincie Brod-Posavina. De plaats telt 699 inwoners (2001).